# Chulucanas
Chulucanas est une ville, capitale du district du même nom, située à 65 km à l'est de la ville de Piura, au milieu de la Région de Piura au Pérou. C'est également la capitale de la province de Morropón. Sa population est estimée à 75 000 habitants[réf. nécessaire].
Elle se trouve près des premiers contreforts de la Cordillère des Andes au milieu des vallées (yungas) de la forêt sèche tropicale irriguées par le Río Piura.
Chulucanas est réputée pour ses céramistes d'origine Tallán, une ethnie de la région de Piura.
La céramique de Chulucanas est un héritage de la culture de la période formative Vicús. Le gouvernement du Pérou a décidé en 2006 d'en faire un produit d'appellation d'origine (le troisième produit péruvien à être distingué de la sorte).

## Sources
- (es) Cet article est partiellement ou en totalité issu de l’article de Wikipédia en espagnol intitulé « Chulucanas » (voir la liste des auteurs).